# خط عرض 39° جنوب
خط عرض 39° جنوب هي إحدى دوائر العرض الجغرافية، وهي دوائر وهمية تحيط بالكرة الأرضية، وموازية لخط الاستواء، وتتميز هذه الدائرة بأن الأراضي الواقعة عليها تنتمي للمنطقة المعتدلة الدفيئة.

## حول العالم
خط عرض 39° جنوب يبدأ من خط الزوال الأولي ويتجه شرقا ويمر عبر:
| الإحداثيات                           | البلد أو الإقليم أو البحر | ملاحظات |
| ------------------------------------ | ------------------------- | --- |
| 39°0′S 0°0′E / 39.000°S 0.000°E      | المحيط الأطلسي            | |
| 39°0′S 20°0′E / 39.000°S 20.000°E    | المحيط الهندي             | مرورا بجنوب جزيرة سان بول, أراض فرنسية جنوبية وأنتارتيكية |
| 39°0′S 143°30′E / 39.000°S 143.500°E | باس (مضيق)                | |
| 39°0′S 146°15′E / 39.000°S 146.250°E | أستراليا                  | فيكتوريا (أستراليا) - Wilsons Promontory |
| 39°0′S 146°27′E / 39.000°S 146.450°E | المحيط الهادئ             | بحر تسمان |
| 39°0′S 174°10′E / 39.000°S 174.167°E | نيوزيلندا                 | الجزيرة الشمالية (نيوزيلندا), مرورا عبر the town of Waitara |
| 39°0′S 177°53′E / 39.000°S 177.883°E | المحيط الهادئ             | |
| 39°0′S 73°19′W / 39.000°S 73.317°W   | تشيلي                     | إقليم أروكانيا |
| 39°0′S 71°28′W / 39.000°S 71.467°W   | الأرجنتين                 | نيوكوين (محافظة) ريو نيغرو (محافظة) – مرورا عبر جنرال روكا، ريو نيغرو (مدينة) (في 39°0′S 67°35′W / 39.000°S 67.583°W) لا بامبا (محافظة) بوينس آيرس (محافظة) – مرورا عبر باهيا بلانكا (في 39°0′S 62°09′W / 39.000°S 62.150°W) |
| 39°0′S 62°0′W / 39.000°S 62.000°W    | المحيط الأطلسي            | |